# Флокс метельчатый
Флокс мете́льчатый (лат. Phlox paniculata) — многолетнее травянистое растение, вид рода Флокс (Phlox) семейства Синюховые (Polemoniaceae).
Естественный ареал вида — юго-восточная часть США (кроме Флориды), растения здесь встречаются в лесах и кустарниковых зарослях на богатых почвах.
Популярное декоративное садовое растение, культивируется по всему свету.

## Ботаническое описание
Многолетнее травянистое растение с прямостоячим стеблем, в высоту достигает 150 см.

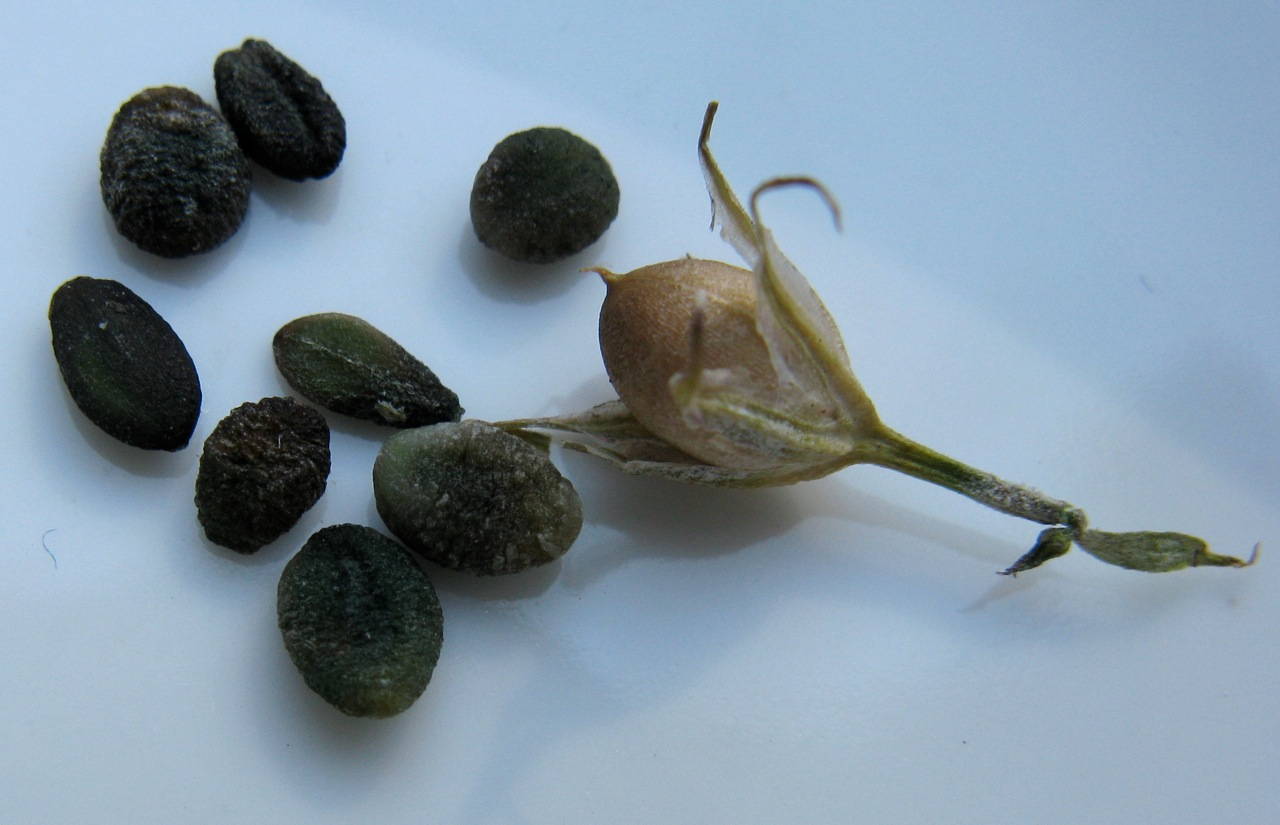
Плод и семена флокса метельчатого

Листья цельнокрайние, сидячие, расположены супротивно, ланцетные, овально-ланцетные, яйцевидно-удлинённые.
Цветки — диаметром 3—4 см, трубчато-воронкообразные, с пятью лепестками, отогнутыми под прямым или почти прямым углом к трубке и образующими плоский венчик. Цветок имеет один пестик и пять тычинок. Цветки собраны в сложные соцветия, находящиеся на концах побегов, — тирсы (то есть главные оси соцветий нарастают моноподиально, а боковые соцветия, отходящие от главной оси, — симподиально).
Плод — овальная трёхгнёздная коробочка.

### Сорта
Выведено очень большое число сортов, которые отличаются размером и окраской цветков, формой и величиной соцветия, высотой растений. Все сорта, предположительно, имеют негибридное происхождение
Культивары флокса метельчатого ранее иногда объединяли под названием Phlox hortorum Bergmans.
Получены гибриды флокса метельчатого с несколькими другими видами флокса, в том числе с флоксом пятнистым (Phlox maculata).

## В культуре
Растение в культуре с 1732 года, селекционная работа ведётся с XIX века. Современное многообразие сортимента позволяет подобрать наиболее удачные сорта в соответствии с регионом и требованиям к их декоративным качествам.

### Вегетативное размножение
Деление кустов флоксов рекомендуется производить через каждые 4-6 лет. Наиболее распространенный способ вегетативного размножения – деление куста. Наиболее эффективным способом вегетативного размножения является черенкование одревесневшими черенками (укореняемость 97,5 %).

### Болезни
Вирусы: огуречной мозаики (CMV), мозаики табака (TMV), погремковости табака (TRV), некроза табака (TNV), кольцевой пятнистости табака (TRSV), мозаики резухи (ArMV), мозаики люцерны (AMV) и бронзовой пятнистости томата (ToSWV).
Из грибных заболеваний на флоксе наиболее широко распространены мучнистая роса (Erysiphe cichoracearum D.C. f. phlogis Jacz.), септориоз (Septoria phlogis Sacc. et Speg.), филлостиктоз (Phyllosticta decussatae P. Syd.), церкоспороз (Cercospora omphacodes Ell. Et Holw.), фомоз (Phoma phlogis (Roum.) Speg.), также встречаются фузариоз (Fusarium oxysporum Schl.), вертициллезное увядание (Verticillium albo-atrum R. et B.), антракноз стеблей (Vermicularia dematium (Pers.) Fr.) и альтернариоз (Alternaria sp.).
Для борьбы с мучнистой росой используются системные фунгициды нового поколения (Замир Топ, Титул Дуо, Спирит, Ракурс, Раек).